# Wilhelm Sulpiz Kurz
Wilhelm Sulpiz Kurz, född den 5 maj 1834 i Augsburg, död den 15 januari 1878 på Pinang, var en tysk botaniker som var trädgårdsdirektör i Bogor och Calcutta. Han arbetade i Indien, Indonesien, Malaysia, Burma och Singapore.
Auktorsnamnet Kurz. kan användas för Wilhelm Sulpiz Kurz i samband med ett vetenskapligt namn inom botaniken; se Wikipediaartiklar som länkar till auktorsnamnet.